# Моралес, Виктор
Ви́ктор Мора́лес Са́лес (исп. Víctor Morales Sales; 10 мая 1905, Сантьяго, Чили — 22 мая 1938) — чилийский футболист, защитник, участник чемпионата Южной Америки 1924, Олимпийских игр 1928 года и чемпионата мира 1930 года.

## Биография
Виктор Моралес играл на позиции защитника. Сначала выступал за «Камило Энрикес», а затем за клуб «Коло-Коло».
Дебютировал в сборной Чили на чемпионате Южной Америки 1924, сыграл 3 матча. Позже выступал на Олимпийских играх 1928, также провёл на турнире 3 матча. Два года спустя участвовал в чемпионате мира 1930 года под руководством тренера Дьёрдя Орта: выходил на поле в играх против Мексики и Аргентины.
| Матчи и голы Виктора Моралеса за сборную Чили | Матчи и голы Виктора Моралеса за сборную Чили | Матчи и голы Виктора Моралеса за сборную Чили | Матчи и голы Виктора Моралеса за сборную Чили | Матчи и голы Виктора Моралеса за сборную Чили | Матчи и голы Виктора Моралеса за сборную Чили | Матчи и голы Виктора Моралеса за сборную Чили |
| --------------------------------------------- | --------------------------------------------- | --------------------------------------------- | --------------------------------------------- | --------------------------------------------- | --------------------------------------------- | --------------------------------------------- |
| №                                             | Дата                                          | Место проведения                              | Соперник                                      | Счёт                                          | Голы                                          | Турнир                                        |
| 1                                             | 19 октября 1924                               | Монтевидео, Уругвай                           | Уругвай                                       | 0:5                                           | -                                             | Чемпионат Южной Америки по футболу 1924       |
| 2                                             | 25 октября 1924                               | Монтевидео, Уругвай                           | Аргентина                                     | 0:2                                           | -                                             | Чемпионат Южной Америки по футболу 1924       |
| 3                                             | 1 ноября 1924                                 | Монтевидео, Уругвай                           | Парагвай                                      | 1:3                                           | -                                             | Чемпионат Южной Америки по футболу 1924       |
| 4                                             | 3 ноября 1924                                 | Сантьяго, Чили                                | Парагвай                                      | 5:1                                           | -                                             | Товарищеский матч                             |
| 5                                             | 10 декабря 1927                               | Винья-дель-Мар, Чили                          | Уругвай                                       | 2:3                                           | -                                             | Товарищеский матч                             |
| 6                                             | 27 мая 1928                                   | Амстердам, Нидерланды                         | Португалия                                    | 2:4                                           | -                                             | Олимпийские игры 1928                         |
| 7                                             | 5 июня 1928                                   | Арнем, Нидерланды                             | Мексика                                       | 3:1                                           | -                                             | Олимпийские игры 1928                         |
| 8                                             | 8 июня 1928                                   | Роттердам, Нидерланды                         | Нидерланды                                    | 2:2                                           | -                                             | Олимпийские игры 1928                         |
| 9                                             | 16 июля 1930                                  | Монтевидео, Уругвай                           | Мексика                                       | 3:0                                           | -                                             | Чемпионат мира 1930                           |
| 10                                            | 22 июля 1930                                  | Монтевидео, Уругвай                           | Аргентина                                     | 1:3                                           | -                                             | Чемпионат мира 1930                           |

Итого: 10 матчей / 0 голов; 3 победы, 1 ничья, 6 поражений.